# L'Affrontement des prétendants
Albums de Louis Sclavis
Suite africaine
(1999) Napoli's Walls
(2003)
L'Affrontement des prétendants est un album du clarinettiste français Louis Sclavis, paru en 2001 sur le label Edition of Contemporary Music. Ce disque a été enregistré par un quintet constitué de Sclavis aux clarinettes et saxophones, Jean-Luc Cappozzo à la trompette, Vincent Courtois au violoncelle, Bruno Chevillon à la contrebasse et François Merville à la batterie. L'enregistrement se déroule en septembre 1999 aux Studios La Buissonne, à Pernes-les-Fontaines, en France.

## Description

### Musiciens
- Louis Sclavis : clarinette, clarinette basse, saxophone soprano
- Jean-Luc Cappozzo : trompette
- Vincent Courtois : violoncelle
- Bruno Chevillon : contrebasse
- François Merville : batterie

### Liste des titres
| No  | Titre                          | Auteur                                             | Durée |
| --- | ------------------------------ | -------------------------------------------------- | ----- |
| 1.  | L'Affrontement des prétendants | Louis Sclavis                                      | 8:41  |
| 2.  | Distances                      | Louis Sclavis, Vincent Courtois                    | 3:16  |
| 3.  | Contre contre                  | Louis Sclavis                                      | 6:36  |
| 4.  | Hors les murs                  | Bruno Chevillon                                    | 2:50  |
| 5.  | Possibles                      | Louis Sclavis                                      | 5:20  |
| 6.  | Hommage à Lounès Matoub        | Louis Sclavis                                      | 16:55 |
| 7.  | Le Temps d'après               | Louis Sclavis                                      | 8:02  |
| 8.  | Maputo introduction            | Louis Sclavis                                      | 2:32  |
| 9.  | Maputo                         | Louis Sclavis                                      | 6:27  |
| 10. | La Mémoire des mains           | Louis Sclavis, Vincent Courtois, François Merville | 2:29  |